# Проект Россия (книги)
«Проект Россия» — серия публицистических книг анонимного авторства. На данный момент официально в серию входят четыре книги: «Проект Россия», «Проект Россия. Выбор пути», «Проект Россия. Третье тысячелетие» и «Проект Россия. Большая идея».

## Проблематика книг
В книгах рассматривается широкий спектр вопросов духовной, общественной, политической и экономической жизни России и мира, поднимаются ключевые проблемы современного общества, российского и общемирового, предлагается миссия России в мире и стратегия страны в будущем. Авторы подвергают критике систему демократических выборов, отсутствие высоких целей в обществе, атеизм, а также все религиозные течения, кроме православного христианства. Прогнозируют неизбежность глобального мирового кризиса и крах современной потребительской цивилизации. Решение всех обозначенных проблем авторы видят в православном христианстве.

## История издания
Осенью 2005 года неизвестным издательством без указания выходных данных был выпущен спецтираж анонимной книги «Проект Россия», который фельдъегерской почтой был разослан во властные структуры страны: ФСБ, МВД, Администрацию Президента, Генеральную прокуратуру, Государственную думу, МИД. Вскоре книга была внесена в реестр изданий, рекомендованных для чтения госслужащим, а также общественно-политическим деятелям Управлением делами Президента России (существование такого реестра представляется сомнительным, т.к. любое его упоминание в сети интернет связано исключительно с книгами серии "Проект Россия").
В 2006 году издательство «ОЛМА-Пресс» издаёт книгу для свободной продажи со следующей формулировкой: "поскольку на самиздатовских копиях не было копирайта, а значит, по закону, никто не предъявляет претензий на авторство, мы решили на свой страх и риск напечатать эту книгу. Следующий тираж первой книги «Проект Россия» вышел в крупнейшем издательстве России «Эксмо».
В 2007 году «Эксмо» издаёт вторую книгу серии «Проект Россия. Выбор пути».
Третья книга «Проект Россия. Третье тысячелетие» выпущена в апреле 2009 года тиражом в 1 миллион экземпляров. Одновременно с выходом книги в России, на центральных улицах Киева появились рекламные щиты с надписью «Проект Россия», на которых Украина была включена в состав России. Реклама вызвала скандал и по требованию СБУ была демонтирована через три дня после появления.
Осенью 2010 года издана четвёртая книга «Проект Россия. Большая идея», особенностью которой стало указание одного из авторов — Юрия Шалыганова.

## Мнения и отзывы
По мнению кинорежиссёра Никиты Михалкова, «это очень серьёзная книга, очень серьёзная. Более того, именно её безымянность говорит о серьёзности намерений и нежелании фигурировать лично, а высказаться по поводу того, что происходит, происходило и будет происходить. Я считаю, что эту книгу писали очень серьёзные, настоящие, верующие и образованные люди».
Депутат Александр Хинштейн: «С приведённым в книге пассажем о преобладании во власти мелко мыслящих людей я абсолютно согласен. К монархии я нормально отношусь, к тому же мы живём в недалеких от неё условиях».
Протодиакон Андрей Кураев: «У меня отрицательное отношение к „Проекту Россия“. Во-первых, потому что я не люблю, когда мою родину проектируют, а во-вторых, не люблю, когда это делают люди с тоталитарно-фашизоидными идеями. Особенно третий том — это, конечно, мрак! Я его пролистал достаточно, чтобы испытать чувство блевотного отторжения. Самоуверенные молодые люди, которые считают, что если у них будет власть, то они в 24 часа наведут Ordnung… Безусловно, это дело рук коллектива авторов. Среди них есть люди, которые считают себя православными. В их сознании православие превратилось в идеологию, которая даёт им право оправдывать свою жажду власти, своё право экспериментов с человеческой совестью, с судьбой людей».
По мнению публициста Валерия Сендерова «Проект Россия» — это «малограмотный политический манифест», «плод титанических усилий графоманов, явно неспособных сдать ЕГЭ по основам истории. Или по арифметике: они безнадёжно путают умножение с делением».

## Авторство
В разное время к авторам, спонсорам и заказчикам «Проекта Россия» приписывали Владимира Путина и команду силовиков в Кремле, Дмитрия Рогозина, Наталию Нарочницкую, Владимира Якунина, Сергея Кургиняна, Михаила Юрьева, евреев и масонов.
В вышедшей в свет осенью 2010 года четвёртой книге «Проект Россия. Большая идея» впервые был указан один из авторов «Проект Россия» Юрий Шалыганов. Ю. В. Шалыганов родился в 1967 году в Москве, имеет два высших образования, и, по информации «Комсомольской правды», служил в КГБ СССР. Является директором Фонда «Институт стратегической безопасности» и председателем московского регионального отделения Союза садоводов России.
Решение об указании автора было принято по нескольким причинам, в том числе для защиты бренда «Проект Россия» от самозванства. Из текста четвёртой книги следует, что Ю. Шалыганов не является единоличным автором книг и раскрытие его фамилии не противоречит прежним обещаниям авторов о сохранении своей анонимности:

Уверенность в невозможности нарушить анонимность демонстрирует наш собственный опыт. Решив быть анонимными, мы насытили информационное пространство «фактами», которые уводят любопытствующих в приятную им сторону. По вопросу авторства есть несколько версий, удовлетворяющих все вкусы. Одна группа версий даёт повод считать, что автором является Кремль и чуть ли не сам нынешний премьер. Вторая группа версий настаивает: это происки коварного Запада. Третья группа версий утверждает: это дело рук РПЦ (чуть ли не самого Патриарха). Есть версии, что за Проектом стоят сионистские круги, а может, бандиты и уголовники или, ещё хлеще, — Усама Бен Ладен. Имеется версия типа Проект сочинён отшельником на досуге. В общем, ассортимент найдёте в Интернете. Выбирайте на свой вкус. Каждый остановится на версии, какая ему покажется правдоподобной. Возникнет болото вариантов, в котором будут копаться историки, опираясь исключительно на факты (которые мы им оставили). А Проект анонимным как был, так и останется, даже если мы откроем одного-двух из авторской группы. Как масоны…
— «Проект Россия. Большая идея»
Тем не менее, факт раскрытия авторства вызвал споры среди читателей. В интернете появились сайты, позиционирующие себя официальными сайтами серии книг и отрицающие причастность четвёртой книги и Ю. Шалыганова к настоящему авторскому коллективу. Однако, комментарий авторов «Проекта Россия», полученный с официального электронного адреса книг, опровергает наличие каких-либо официальных сайтов и подтверждает подлинность четвёртой книги и авторства Ю. Шалыганова.

## Проект i
Осенью 2011 года в сети появился сайт анонимного «Проекта i», авторство которого приписывается коллективу авторов «Проекта Россия». По словам команды Проекта «i», «его суть заключается в создании культурологического импульса и формировании нового мировоззрения в изменившемся мире. Мы ищем людей, которых в первую очередь привлекает эволюция и глубина мысли. Мы не утверждаем, что знаем истину, но утверждаем своё желание двигаться к ней». До февраля 2012 года на сайте каждую неделю появлялась новая часть текста.

## Проект 018
В феврале 2016 года появились две книги «Проект 018: смерть?» и «Проект 018 Жизнь!». В книгах присутствует указание на принадлежность к серии «Проект Россия», однако автор также не указан. В них автор уже отказывается от православия, как решения всех общественных проблем.

## Другие книги
В ноябре 2019 года в издательстве «АСТ» вышла книга «Спящий бог 018» из новой серии анонимного автора, написавшего книги «Проект Россия». В книге автор изложил свое мировоззрение и идеи. Цель книги — найти единомышленников и объединиться с ними в команду для решения ключевой задачи — преодоления смерти. «Я собираю критическую сумму сторонников, где все, продолжая песню, „Скованные одной цепью/ Связанные одной целью“, увлекут за собой все человечество, весь мир. Вместе мы сдвинем камень и войдем из бессмысленного существования в новую жизнь».
В начале 2020 года в сети появилось сербское издание книги, под названием «СПАВАЈУЋИ БОГ 018».
В мае 2020 года тоже в сети появился черновой вариант второй книги серии под названием «Новое Небо 018», в которой описана практическая часть реализации целей и задач, обозначенных в первой книге.